# 칼타지로네

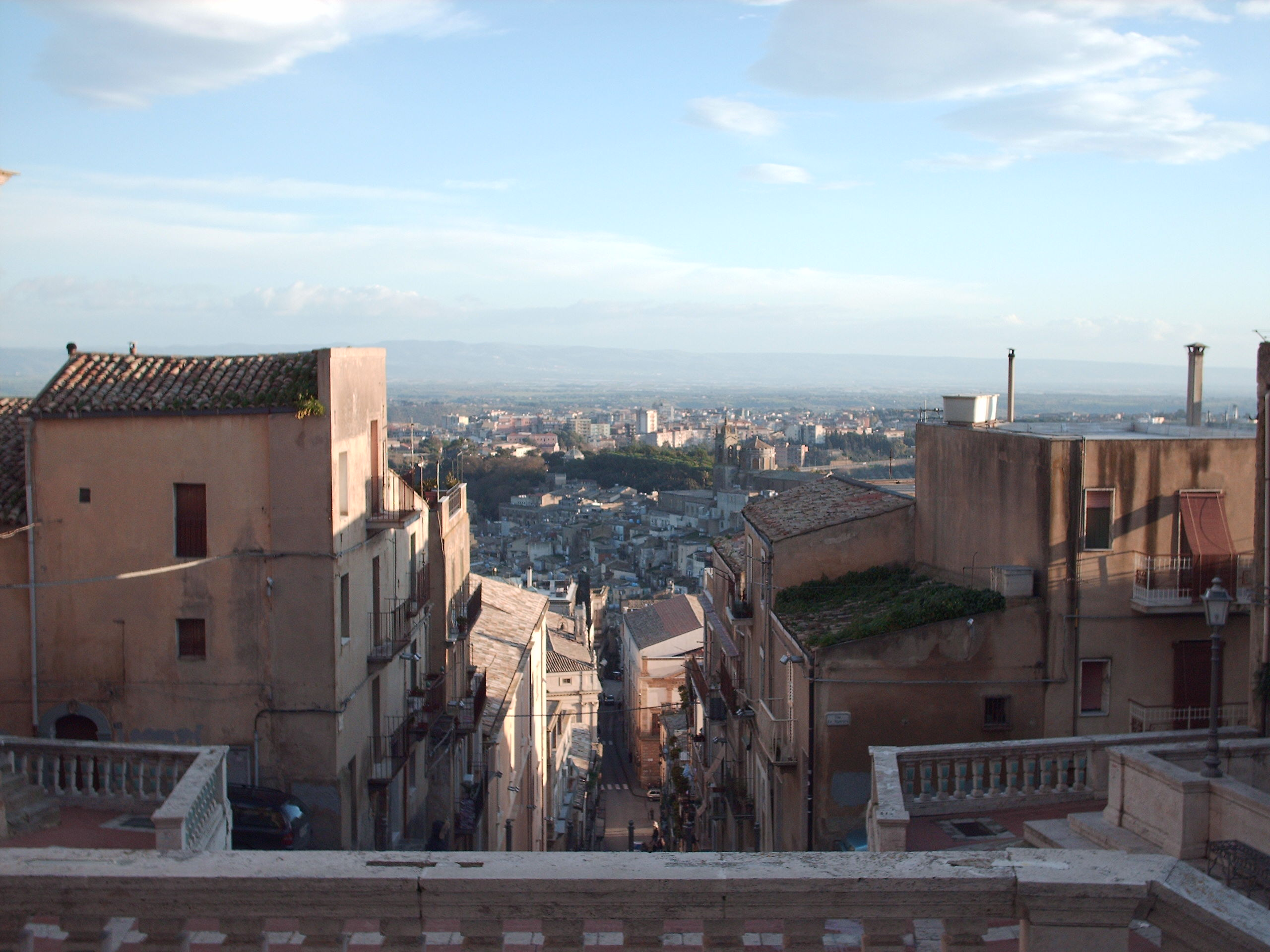
칼타지로네

칼타지로네(이탈리아어: Caltagirone)는 이탈리아 시칠리아 카타니아현에 위치한 코무네로 면적은 382km2, 높이는 608m, 인구는 38,828명(2014년 12월 31일 기준), 인구 밀도는 100명/km2이다.
카타니아에서 남서쪽으로 약 70km 정도 떨어진 곳에 위치한다. 도자기 산업의 중심지이며 마욜리카, 테라코타로 유명한 곳이다.
칼타지로네는 무솔리니 정권에 반대한 성직자 루이지 스투르초가 태어난 곳이기도 하다.

## 자매 도시
- 크로아티아 리예카
- 미국 샌프란시스코
- 독일 아른스베르크